# Deng Deng
Deng Angok Deng (ur. 5 stycznia 1992) – południowosudański koszykarz, występujący na pozycji niskiego skrzydłowego, posiadający także obywatelstwo australijskie, obecnie zawodnik Illawarra Hawks.
Kiedy miał cztery lata jego rodzina przeniosła się do Egiptu, następnie, kiedy miał dziewięć zamieszkali w Australii.
29 października 2019 został zawodnikiem New Zealand Breakers.
16 lipca 2020 dołączył do australijskiego Illawarra Hawks.

## Osiągnięcia
Stan na 16 lipca 2020, na podstawie, o ile nie zaznaczono inaczej.
NJCAA
- Mistrz:
  - NJCAA (2013)
  - regionu 14 NJCAA (2013)
- Zaliczony do:
  - I składu:
    - All-South Zone (2014)
    - turnieju regionu 13 (2013)

  - II składu NJCAA All-Region 14 (2014)

NCAA
- Uczestnik turnieju NCAA (2015)

Reprezentacja
- Uczestnik uniwersjady (2015 – 10. miejsce)